# Franz Steiner Verlag
Franz Steiner Verlag est une maison d'édition allemande fondée en 1949.

## Domaine
Franz Steiner Verlag est spécialisé dans la publication de revues scientifiques dans le domaine des sciences humaines (Geisteswissenschaften) principalement en histoire, philologie classique, philosophie juridique, musicologie, géographie et enseignement professionnel.
En 2008, le programme est élargi pour inclure des livres non romanesques destinés à un lectorat plus large.

## Histoire
En 1974, Franz Steiner Verlag passe au groupe d'édition Deutscher Apotheker Verlag (de). En 1984, la maison d'édition déménage de Wiesbaden à Stuttgart, siège du groupe d'édition.
La maison d'édition fait partie du groupe de médias Deutscher Apotheker Verlag.